# Norrkullalandet
Norrkullalandet med Söderkullalandet och Mossagrundsholmen är en ö i Finland. Den ligger i Finska viken och i kommunen Sibbo i den ekonomiska regionen  Helsingfors i landskapet Nyland, i den södra delen av landet. Ön ligger omkring 19 kilometer öster om Helsingfors. 
Öns area är 3,7 kvadratkilometer och dess största längd är 4,5 kilometer i öst-västlig riktning.
Ön har fast bosättning och ett stort antal sommarstugor. Vid södra stranden, mot Kalkbruks- och Sibbofjärden, finns ett friluftsområde, Storsand. Ön tillhörde i tiderna Norrkulla, varav det något förvirrande namnet. En butiksbåt (jfr Varubuss) besöker ön tre gånger i veckan sommartid. Trafiken mellan ön och fastlandet några sjömil norrut sker mestadels med egna båtar, också om en förbindelsebåtsbrygga finns på ön.

## Sammansmälta delöar
- Norrkullalandet 60°14′02″N 25°21′07″Ö / 60.23384°N 25.35189°Ö
- Söderkullalandet 60°14′38″N 25°18′45″Ö / 60.24396°N 25.31258°Ö
- Mossagrundsholmen 60°13′37″N 25°21′25″Ö / 60.22682°N 25.35691°Ö

## Klimat
Inlandsklimat råder i trakten. Årsmedeltemperaturen i trakten är 5 °C. Den varmaste månaden är september, då medeltemperaturen är 12 °C, och den kallaste är januari, med −5 °C.